# Transport en commun en Belgique
Les transports en commun en Belgique sont assurés par de nombreux modes de transport en ayant recours à des entreprises aux statuts variés.

## Modes de transport

### Autobus
Dès 1924, la SNCV eut droit de mettre en place ses premières lignes d'autobus pour compléter son réseau ferré et tenter, sans beaucoup de succès, de faire face à la concurrence de services d'autobus privés se développant de manière anarchique.
Dans le cadre de la régionalisation de la Belgique, la Loi du 26 juin 1990 prononce la dissolution de la SNCV dans la ligne de la Loi du 8 août 1988 transférant aux Régions la tutelle des transports urbains et régionaux. Les transports régionaux désignent dans les textes législatifs les transports vicinaux, c'est-à-dire ceux organisés par la Société nationale des chemins de fer vicinaux.
L'Arrêté Royal du 27 mars 1991 transfère les missions, biens, droits et obligations de la SNCV, avec effet rétroactif au 1er janvier 1991, à deux organismes régionaux : la Vlaamse Vervoer Maatschappij (VVM) connue sous la dénomination commerciale De Lijn en Région flamande et la Société régionale wallonne du transport (SRWT) connue sous la dénomination commerciale TEC en Région wallonne. Cela représente la fin effective de la SNCV et la suppression de la distinction juridique entre transports urbains et vicinaux au profit de la nouvelle définition de transports régionaux, c'est-à-dire de transports organisés sous la tutelle d'une Région.
Depuis la régionalisation des transports en 1991, 3 sociétés de transport gèrent l'exploitation des lignes de bus : SRWT (Wallonie), STIB (région de Bruxelles-Capitale) et De Lijn (région flamande).

### Metro
Anvers (De Lijn) et Bruxelles (STIB) ont un réseau de métro.[réf. nécessaire]

### Train
La  Société nationale des chemins de fer belges (SNCB), en néerlandais  Nationale Maatschappij der Belgische Spoorwegen (NMBS), est l'entreprise publique autonome belge créée en 1926, qui exploite le réseau ferré belge. 
Plus précisément, le 1er janvier 2014, la SNCB-Holding fusionne avec sa filiale SNCB, qui disparaît, et change de nom en reprenant la dénomination SNCB. Elle devient une entreprise ferroviaire au statut d'entreprise publique autonome détenue par l'État Belge. En parallèle Infrabel conserve sa qualité de gestionnaire du réseau mais devient également une entreprise publique autonome détenue par l'État Belge. Une troisième entreprise SA de droit public, dénommée HR Rail, est créée. C'est une filiale à parts égales de la nouvelle SNCB et d'Infrabel, dont au moins 2 % des actions et 60 % des droits de votes sont détenus par l'État Belge. Elle est l'employeur unique de l'ensemble du personnel de la SNCB et d'Infrabel

### Tramway
Gand (De Lijn), Anvers (De Lijn), la Côte Belge (De Lijn), Bruxelles (STIB), Charleroi (TEC) et Liège (TEC) ont un réseau de tramway en Belgique 